# Elvis Brajković
Elvis Brajković (Rijeka, Croacia 12 de junio de 1969) es un exfutbolista croata que jugaba en la posición de defensa vistió las camisetas de muchos equipos de varios países entre ellos Alemania, Italia, México, Israel y en su lugar de origen.

## Trayectoria
Él jugó para varios clubes, incluyendo el NK Rijeka , 1860 Múnich (Alemania), Hellas Verona (Italia de la Serie A en 1996-97), Hajduk Split , NK Pomorac y HNK Sibenik . También jugó para los equipos mexicanos Club Santos Laguna (Torreón, Coahuila) y el Club de Fútbol Atlante (Ciudad de México), donde figuró dos partidos como capitán en la temporada de verano 2000. Desde 2005-06 jugó en la tercera división croata de Velebit Benkovac, y culminó su carrera jugando para Primorac Biograd, también en tercera.

### Clubes
| Club                   | País     | Año         |
| ---------------------- | -------- | ----------- |
| NK Rijeka              | Croacia  | 1990 - 1994 |
| TSV 1860 Múnich        | Alemania | 1995 - 1996 |
| NK Rijeka              | Croacia  | 1996        |
| Hellas Verona          | Italia   | 1997        |
| HNK Hajduk Split       | Croacia  | 1997 - 1998 |
| Club Santos Laguna     | México   | 1999        |
| Club de Fútbol Atlante | México   | 2000        |
| Hapoel Petah Tikva     | Israel   | 2000 - 2001 |
| NK Rijeka              | Croacia  | 2001 - 2002 |
| NK Pomorac             | Croacia  | 2002 - 2004 |
| HNK Šibenik            | Croacia  | 2004 - 2005 |
| NK Velebit             | Croacia  | 2005 - 2006 |
| HNK Primorac Biograd   | Croacia  | 2006 - 2010 |

## Selección nacional
Ha sido internacional con la selección de fútbol de Croacia jugó ocho partidos, anotó dos goles y participó en la Eurocopa 1996.
| Torneo        | Sede       | Resultado        |
| ------------- | ---------- | ---------------- |
| Eurocopa 1996 | Inglaterra | Cuartos de final |

- Datos: Q1334318